# Microscop de contrast prin interferență
Microscopul de contrast prin interferență, numit și microscopul de interferență Nomarski, este un microscop folosit pentru a reprezenta specimene celulare vii sau fixate, ce prezintă un contrast optic scăzut sau deloc la vizualizarea cu un microscop ce folosește o sursă de lumină. 